# Commana
Commana (bretonisch Kommanna) ist eine französische Gemeinde mit 994 Einwohnern (Stand 1. Januar 2022) in der Region Bretagne im Département Finistère. Sie gehört zum Gemeindeverband Pays de Landivisiau.
Der Name Commana bedeutet vermutlich „Tal (com, walisisch cwym) des Mana“.

## Geografie
Commana liegt im Naturpark Parc Naturel Régional d'Armorique am Rande des Höhenzuges les Monts d’Arrée.
Morlaix liegt 20 Kilometer nordnordöstlich, Brest 38 Kilometer westlich und Paris etwa 460 Kilometer östlich.
Bei Landivisiau und Morlaix befinden sich die nächsten Abfahrten an der Schnellstraße E 50 (Rennes-Brest) und u. a. in Landivisiau, Pleyber-Christ und Morlaix gibt es Regionalbahnhöfe.
Bei Rennes und Brest befinden sich Regionalflughäfen.

## Bevölkerungsentwicklung
| Jahr                       | 1962 | 1968 | 1975 | 1982 | 1990 | 1999 | 2009 | 2017 | 2020 |
| Einwohner                  | 1462 | 1370 | 1262 | 1153 | 1061 | 988  | 1099 | 1036 | 997  |
| Quellen: Cassini und INSEE |      |      |      |      |      |      |      |      |      |

## Sehenswürdigkeiten
Siehe auch: Liste der Monuments historiques in Commana
Commana verfügt mit der Allée couverte von Mougau-Bihan über ein sehenswertes Galeriegrab und einen umfriedeten Pfarrbezirk.
In der Kirche Saint-Derrien befindet sich der Altar der fünf Wunder. Dieses Meisterwerk des Barock aus dem Jahr 1682 wurde dem Pfarrer von der Kirchengemeinde geschenkt. Die Bevölkerung wollte damit um Verzeihung bitten für die dem Pfarrer zugefügten Misshandlungen während einer Revolte der Roten Mützen. Auffallend ist, dass das Wundmal am Herzen Jesu auf der falschen Seite platziert wurde.